# Unipolární tranzistor

MOSFET

JFET

Unipolární tranzistor je polovodičový prvek, používaný pro zesilování, spínání signálů a realizaci logických funkcí. Označení unipolární vyjadřuje, že přenos náboje je v tomto tranzistoru uskutečňován pouze majoritními (většinovými) nosiči náboje (na rozdíl od bipolárního tranzistoru). Menšinové nosiče náboje jsou pro funkci součástky nežádoucí – jsou parazitního charakteru. Skládá se z polovodičů typu N a P, přičemž výrazně převládá jeden z nich.
Pro velký vstupní odpor se těmto tranzistorům také říká tranzistory řízené elektrickým polem (FET, Field-Effect Transistors). Velký vstupní odpor je velkou výhodou unipolárních tranzistorů oproti bipolárním tranzistorům, jejichž malý vstupní odpor se nepříznivě projevuje při zesilování signálů ze zdrojů s velkým vnitřním odporem. Vstupním obvodem unipolárního tranzistoru tak neteče proud a je, podobně jako elektronka, řízen napětím. Řídící elektrodou teče buď jen malý proud ekvivalentní proudu diody v závěrném směru nebo jí neteče prakticky žádný proud.
Další výhodou tohoto tranzistoru je, že v I. kvadrantu je jeho VA charakteristika téměř lineární, proto jej často používáme v analogovém režimu (nejčastěji jako zesilovač), kde způsobuje velmi malé nelineární zkreslení.
Mělká konstrukční struktura umožňuje využívat unipolární tranzistor v obvodech s vysokou hustotou integrace. Velmi malý vstupní příkon umožňuje navrhnout i předchozí stupně na malý výkon a umístit je na malé ploše. Mělká struktura také umožňuje dobrý odvod ztrátového výkonu tranzistoru z čipu. Z principu funkce bipolárního tranzistoru totiž vzniká Jouleovo teplo, které není schopný miniaturní čip bipolárního tranzistoru odvést.
Nevýhodou (danou právě vysokou vstupní impedancí) je možnost snadného poškození unipolárních tranzistorů statickým nábojem, zvláště při manipulaci před zapojením do obvodů. Aby se předešlo nebezpečí proražení řídící elektrody, provádí se ochrana hradla ochrannými diodami, které mohou být integrovány přímo na čipu nebo připojeny z vnějšku. Nebezpečný je zejména přeskok náboje rychlým výbojem, který ani ochranná Zenerova dioda nestačí svést. Unipolární obvody, včetně mikroprocesorových MOS obvodů je třeba transportovat v antistatických pouzdrech.

## Typy unipolárních tranzistorů
- JFET (junction FET, unipolární tranzistor s přechodovým hradlem)

Regulace proudu probíhá přivedením napětí mezi svorky G a S. Přivedeme-li na řídící elektrodu závěrné napětí (polarita dle druhu tranzistoru: s řídící elektrodou typu P nebo N), dojde k rozšíření PN přechodu. Pokud je toto rozšíření dostatečně rozsáhlé (dostatečně vysoké řídící napětí), dojde k zahrazení nebo omezení proudu protékajícího mezi elektrodami S a D.
- MISFET (unipolární tranzistor s přechodovým hradlem)
  - TFT
  - IGFET
  - MOSFET (metal oxide semiconductor FET)
    - s vodivým kanálem
    - s indukovaným kanálem

  - MNSFET

- MESFET (metal semiconductor FET, unipolární tranzistor s izolovaným hradlem)

Elektrody S, G a D jsou kovové a ve styku s polovodičovým materiálem. Uplatňuje se zde tzv. Schottkyho jev vznikající na přechodu polovodič-kov. Vzniká zde jednostranně propustná bariéra, jež je regulována napětím přivedeným na řídící elektrodu G. Řízená Schottkyho bariéra umožňuje průchod proudu mezi elektrodami D a S nebo mu zabraňuje.

## Schematické značky
|      |                              |                          | P-kanál |
|      |                              |                          | N-kanál |
| JFET | MOSFET s indukovaným kanálem | MOSFET s vodivým kanálem |         |

## Popis vlastností pomocí admitanční matice
Vzhledem k tomu, že je unipolární tranzistor řízený napětím, je pro jeho popis jakožto dvojbranu vhodná admitanční matice (pro bipolární tranzistor řízený proudem se využívá impedanční matice). Impedanční matici tvoří 4 parametry popisující vlastnosti součástky:
vstupní admitance
{\displaystyle y_{11}={\frac {i_{G}}{u_{GS}}}} při {\displaystyle u_{DS}=0\to u_{DS}=konst.}
zpětná převodní admitance
{\displaystyle y_{12}={\frac {i_{G}}{u_{DS}}}} při {\displaystyle u_{GS}=0\to u_{GS}=konst.}
převodní admitance
{\displaystyle y_{21}={\frac {i_{D}}{u_{GS}}}} při {\displaystyle u_{DS}=0\to u_{DS}=konst.}
výstupní admitance
{\displaystyle y_{22}={\frac {i_{D}}{u_{DS}}}} při {\displaystyle u_{GS}=0\to u_{GS}=konst.}